# Макаренку, Аурел
Аурел Макаренку (рум. Aurel Macarencu; 8 марта 1963, Кришан) — румынский гребец-каноист, выступал за сборную Румынии во второй половине 1980-х годов. Участник летних Олимпийских игр в Сеуле, двукратный чемпион мира, победитель многих регат национального и международного значения.

## Биография
Аурел Макаренку родился 8 марта 1963 года в селе Кришан уезда Тулча. 
Первого серьёзного успеха на взрослом международном уровне добился в 1985 году, когда попал в основной состав румынской национальной сборной и побывал на чемпионате мира в бельгийском Мехелене, откуда привёз две награды бронзового достоинства, выигранные в зачёте одиночных каноэ на дистанциях 500 и 1000 метров. Год спустя на мировом первенстве в канадском Монреале трижды поднимался на пьедестал почёта: получил серебро в одиночках на пятистах метрах, а также золото в одиночках на тысяче и десяти тысячах метрах.
Благодаря череде удачных выступлений Макаренку удостоился права защищать честь страны на летних Олимпийских играх 1988 года в Сеуле — в программе каноэ-одиночек стартовал на пятистах и тысяче метрах — в первом случае занял в финале шестое место, во втором случае показал в решающем заезде пятый результат, немного не дотянув до призовых позиций. Вскоре по окончании сеульской Олимпиады принял решение завершить спортивную карьеру, уступив место в сборной молодым румынским гребцам.